# The Prophet’s Song
«The Prophet’s Song» (с англ. — «Песнь Пророка») — песня британской рок-группы Queen с альбома A Night at the Opera, выпущенного 21 ноября 1975 года. Рабочее название этой песни — «People of the Earth».
Песня была навеяна сном, в котором фигурировали такие библейские сюжеты и предметы, как Всемирный Потоп и Ноев Ковчег, также часть слов взята из Библии. В ней говорится о безумце, который предупреждает людей о грядущем Апокалипсисе. Песню можно разделить на три секции: первая содержит основную часть текста песни — в ней пророк предупреждает о грядущем потопе и зазывает к себе на ковчег; вторая представляет собой импровизацию а капелла — Меркьюри поёт бессвязные фразы, которые повторяются эхом примерно каждые 1,5 секунды, что создаёт эффект пения целого хора; третья часть состоит из длинных инструментальных секций и одной последнего куплета.
Это одна из тяжёлых и мрачных песен в творчестве группы. Также это самая длинная и сложная по исполнению песня группы (если не брать в расчёт песню «Track 13» с альбома Made in Heaven 1995 года).
Сайт AllMusic счёл данную песню такой же эпической, как и «Bohemian Rhapsody».

## Концертные выступления
Песня исполнялась с A Night at the Opera Tour до News of the World Tour. «The Prophet’s Song» никогда не исполнялась целиком: на концертах 1975—1976 годов из песни был исключён второй куплет, а вторая секция была импровизированной и значительно отличалась от альбомной версии. С A Day at the Races Tour песня исполнялась только начиная с импровизированной секции, переходившей из песни «White Man». Теперь в этой импровизации Меркьюри экспериментировал с издаванием необычных звуков, которые извлекались с помощью сильного эффекта эхо. Начиная с News of the World Tour на концертах за импровизированной секцией стало следовать гитарное соло, после которого игралась третья секция, либо же, как это было сделано на концерте в Хьюстоне 11 декабря 1977 года, соло переходило в песню «Now I’m Here».
«The Prophet’s Song» никогда не исполнялась вместе с «Love of My Life», хотя на альбоме одна песня плавно переходит в другую.

## В записи участвовали
- Фредди Меркьюри — вокал, бэк-вокал
- Брайан Мэй — электрогитара, акустическая гитара, бэк-вокал, кото
- Джон Дикон — бас-гитара
- Роджер Тейлор — ударные, бэк-вокал